# Tour hertzienne de Meudon
La tour hertzienne de Meudon se trouve dans la forêt de Meudon dans le département des Hauts-de-Seine. Elle est à 173 mètres d'altitude, a une hauteur de 70 m et comporte 18 niveaux.

## Historique
Cette tour est un prototype conçu par l'architecte Pol Abraham ; c’est la première grande tour hertzienne réalisée en France. Au début des années 1950 et jusqu’en 1975, les PTT mettent en place un nouveau mode de transport hertzien, avec une tour relais tous les cinquante kilomètres entre Paris et Strasbourg, Lille, Lyon, Bordeaux, Clermont-Ferrand et Marseille. Sa perception posa quelques difficultés à l'époque, selon la presse locale : chandelle digne du Père Ubu.
La tour est elle-même reliée au centre de Saint-Amand dans le 15e arrondissement de Paris. Dès son origine, elle comporte un canal téléphonique et de télévision.
Contrairement à une idée reçue, la tour hertzienne de Meudon ne retransmettra pas le couronnement de la reine Élisabeth II. En effet, le 2 juin 1953, la tour hertzienne de Meudon est en fin de construction, mais ses équipements hertziens ne sont pas encore opérationnels. En revanche, la retransmission du couronnement transitera par la tour hertzienne voisine de Cormeilles-en-Parisis opérationnelle depuis le 12 juillet 1951 .
Sa forme carrée résulte de la nécessité de placer les équipements le plus près possible des antennes.
Dans les années 1960, on construisit une extension de bâtiments périphériques, puis dans les années 1980, une salle de transmission en sous-sol. Puis on aménagea en 1985 une salle spécialisée de « vidéotransmissions ». On ajouta la même année pour les systèmes radiotéléphoniques, un pylône de 25 mètres au sommet de la tour. Cela la fait culminer à 95 mètres de hauteur et à une altitude en son sommet de près de 270 mètres, la rendant visible de Montmartre à Saint-Quentin-en-Yvelines.
En mai 1971, il fut établi la première liaison téléphonique par guide d'ondes entre la tour hertzienne de Meudon et le centre d'amplification de la rue Saint-Amand, à Paris.

## Téléphonie mobile
| Opérateur        | 2G  | 3G  | 4G  | FH  |
| ---------------- | --- | --- | --- | --- |
| Orange           | Oui | Oui | Oui | Oui |
| Bouygues Télécom | Oui | Oui | Oui | Oui |
| Free             | Non | Oui | Oui | Non |

## Autres transmissions
- SFR : faisceau hertzien
- SFR Business (ex-Completel) : faisceau hertzien
- EDF : COM TER
- Direction des Routes : COM TER
- IFW (opérateur WiMAX) : boucle locale radio de 3 GHz
- TDF : faisceau hertzien
- PMR

## Source
- Situation géographique de la tour hertzienne de Meudon sur cartoradio.fr (consulté le 28 avril 2017).